# Торезантрацит
Торезантрацит — украинское государственное угледобывающее предприятие в г. Торезе (Чистяково) Донецкой области (находится под контролем ДНР). Добыча угля в 2001 году составляла 1 164,423 тысяч тонн.

## Состав
В объединение входят три шахты и шахтоуправления:
1. Шахтоуправление имени Л. И. Лутугина
2. Шахтоуправление «Волынское»
3. «Прогресс»,

Две горно-обогатительные фабрики:
1. «Киселёвская»,

## Закрытые шахты
- в 1996 году:
  - «Ремовская»,
  - «Восход»,
- в 1998 году:
  - шахта № 2,
- в 1999 году:
  - «Миусская»,
  - шахта № 43.

## Известные люди
- А. Г. Стаханов
- И. М. Кавчук